# Convento de Santa Clara (Santiago de Compostela)
O Convento de Santa Clara é um convento de clausura de da Ordem das Clarissas em Santiago de Compostela, Galiza, Espanha, em frente ao mais discreto Convento do Carmo de Cima. O aspeto atual do grande edifício deve-se sobretudo às profundas remodelações levadas a cabo nos séculos XVII e XVIII, que fizeram dele uma das obras mais audazes do barroco espanhol, mas a sua fundação é é do século XIII.
O convento está classificado como Bem de Interesse Cultural desde 1940.

## História e descrição
O convento foi fundado em 1260, em terrenos doados por um burguês abastado, graças a um dote de Violante de Aragão, esposa do rei Afonso X, o Sábio e, segundo algumas fontes, a doações populares.
Foi ampliado no século XVI com doações de Isabel de Granada, neta de Boabdil, o último rei mouro de Espanha, e abadessa do convento. O edifício atual foi construído entre os séculos XVII e XVIII, tendo sido terminado em 1719. As obras levadas a cabo no século XVII foram dirigidas por Pedro Arén. Seguiram-se-lhe Frei Gabriel Domínguez, Domingo de Andrade e Simón Rodríguez, grandes figuras do chamado barroco compostelano. A aspeto atual do conjunto deve-se sobretudo a Domingo de Andrade, à exceção de um dos seus elementos mais célebres, a "fachada-cortina" ou fachada fictícia, obra de Simón Rodríguez.

### A "fachada-cortina"
A fachada exterior é chamada fictícia, pois não dá acesso à igreja, mas mas à portaria do convento e a um pequeno pátio ajardinado por onde se acede ao conjunto religioso. A verdadeira fachada da igreja, muito mais singela, encontra-se ao fim do pequeno jardim.
É um belo exemplo do barroco compostelano, também chamado "de placas", pelas formas geométricas puras que parecem sobrepor-se às paredes, um estilo que se deve à dureza do granito, que obrigava ao talhe de formas arredondadas. É uma das obras «mais audazes» do barroco espanhol, e mais conseguidos do ponto de vista "cenográfico.
Construída em silhar de granito estruturado em três secções, assemelha-se a um grande retábulo de pedra ou uma obra de marchetaria na qual os vários elementos decorativos vão ganhando volume e força plástica à medida que sobem na parede. A profusa decoração concentra-se principalmente na secção central, onde espaços maciços alternam com espaços escavados flanqueados por uma enorme variedade de molduras, placas semicirculares e cilíndricas, grandes cornijas, frontões partidos, placas, grampos, volutas, etc., que produzem um impressionante dinamismo visual reforçado pelo jogo de luzes e sombras produzido por todas aquelas formas. O conjunto culmina num frontão triangular que abriga na sua parte central o escudo da Ordem de Santa Clara e é rematado central e lateralmente por três grandes cilindros que dão uma sensação de de instabilidade e, segundo alguns autores, um ar de modernidade quase de sensibilidade cubista.

### A igreja
A igreja é igualmente de estilo barroco, mas menos exuberante que a fachada exterior. A entrada faz-se por um pórtico lateral. A planta é em cruz latina, com uma única nave e cúpulas sobre o cruzeiro.
O retábulo-mor barroco, realizado por Domingo de Andrade em 1700 é dedicado à Imaculada Conceição, a quem as clarissas e franciscanos têm muito devoção, e também aos fundadores. Os retábulos do cruzeiro são dedicados à exaltação da Virgem e a Santo António de Lisboa. Na nave há ainda vários altares churriguerescos dedicados a santos franciscanos.
Como é hábito nos conventos de clausura, um detalhe que chama a atenção é o gradeado ocultam os dois coros, o superior e o inferior, quando as freiras assistem aos ofícios litúrgicos.
Os únicos vestígios da primitiva igreja medieval são um púlpito ogival de granito, uma imagem da "Virgem das Chaves" e os brasões dos fundadores.

## Tradição popular e atividade das freiras
Segundo uma tradição, para que não chova no dia do casamento, deve-se oferecer uma cesta de ovos a um convento de clarissas. Essa tradição ainda perdura em Santiago de Compostela.
Atualmente o convento acolhe 13 irmãs clarissas, as quais, além da oração e do trabalho do convento, realizam trabalhos por encomenda para igrejas e particulares da cidade: passam a ferro, engomam e fazem bordados a ouro (inclusivamente para equipas de futebol).